# Wild Horse Stampede
Wild Horse Stampede (br.: O mistério do desfiladeiro) é um filme de faroeste estadunidense de 1943, dirigido por Alan James. Faz parte da série cinematográfica "The Trail Blazers", produzida pela Monogram Pictures.

## Elenco
- Ken Maynard...Delegado Ken Maynard
- Hoot Gibson...Delegado Hoot Gibson
- Betty Miles...Betty Wallace
- Bob Baker...Xerife Bob Tyler
- Ian Keith...Carson
- Si Jenks...Rawhide
- Robert McKenzie...Puckett
- John Bridges...Juiz Black
- Kenneth Harlan...Borman (creditado como Ken Harlan)
- I. Stanford Jolley...Comissário Brent (creditado como I. Stan Jolly)
- Forrest Taylor...Delegado Cliff Tyler
- Kenne Duncan...Hanley (creditado como Ken Duncan)
- Glenn Strange...Tip (creditado como Glen Strange)
- Tom London...Lefty

## Sinopse
No final do seculo XIX, as obras da Ferrovia do Sudoeste estão para serem interrompidas devido aos constantes ataques da quadrilha de Carson, dono do saloon de Red Bluff. O chefe da companhia pede ajuda ao Delegado Tyler que concorda em enviar mais homens para a proteção dos trabalhadores, mas quer cavalos disponíveis para eles. É enviado um grupo com 5.000 dólares ao rancho Wallace, para a compra de 200 cavalos. Carson fica sabendo e manda seus capangas roubarem os cavalos e o dinheiro. Na ação são mortos os homens da Ferrovia. A dona do rancho, Betty Wallace, quer que o xerife Bob Tyler aja contra os bandidos mas ao ir atrás dos suspeitos, ele é dominado e está para ser morto quando chegam os delegados Ken Maynard e Hoot Gibson e o salvam. A dupla imediatamente começa investigar o roubo dos cavalos e chega a Typ, capataz do rancho Wallace e que desconfiam pertencer à quadrilha de ladrões.